# Río Calingasta
El río Calingasta es un curso de agua ubicado en el centro del departamento Calingasta, en el extremo suroeste de la provincia de San Juan, Argentina.
Su origen es a partir del deshielo de la cordillera de los Andes, teniendo como principal afluente al arroyo Del Diablo y termina desembocando en el río de los Patos. 
Posee un ancho promedio de 6 metros con un caudal promedio de 5 m³/s. Se caracteriza por poseer una geografía de quebrada estrecha, aguas rápidas y medio rápidas con abundancia.
Variedades píscicolas: fontinalis, marrones y arco iris con tamaños habituales de 200 g y los récord son de 700 g.
- Datos: Q5640441